# Castello di Lubiana
Il castello di Lubiana (in sloveno: Ljubljanski grad) è una fortificazione della capitale slovena, nonché uno dei simboli e delle maggiori attrazioni della città. In origine era una fortezza medievale, costruita probabilmente intorno all'XI secolo e ricostruita nel secolo successivo. La struttura attuale risale al XV secolo, invece la maggior parte degli edifici risalgono al XVI e XVII secolo. Fu costruito inizialmente come struttura difensiva e sede dei signori di Carniola; attualmente è utilizzato come importante luogo culturale e di attrazione.
A conferma dell'importanza del castello per la città, nello stemma della capitale slovena è raffigurato un drago sopra un castello.

## Storia

### Storia antica
In seguito alle indagini archeologiche, si è scoperto che l'attuale area intorno al castello era abitata sin dal 1200 a.C., quando furono costruiti i primi insediamenti e fortificazioni. In cima alla collina, con molta probabilità, fu costruita una fortezza della legione romana.

### Medioevo

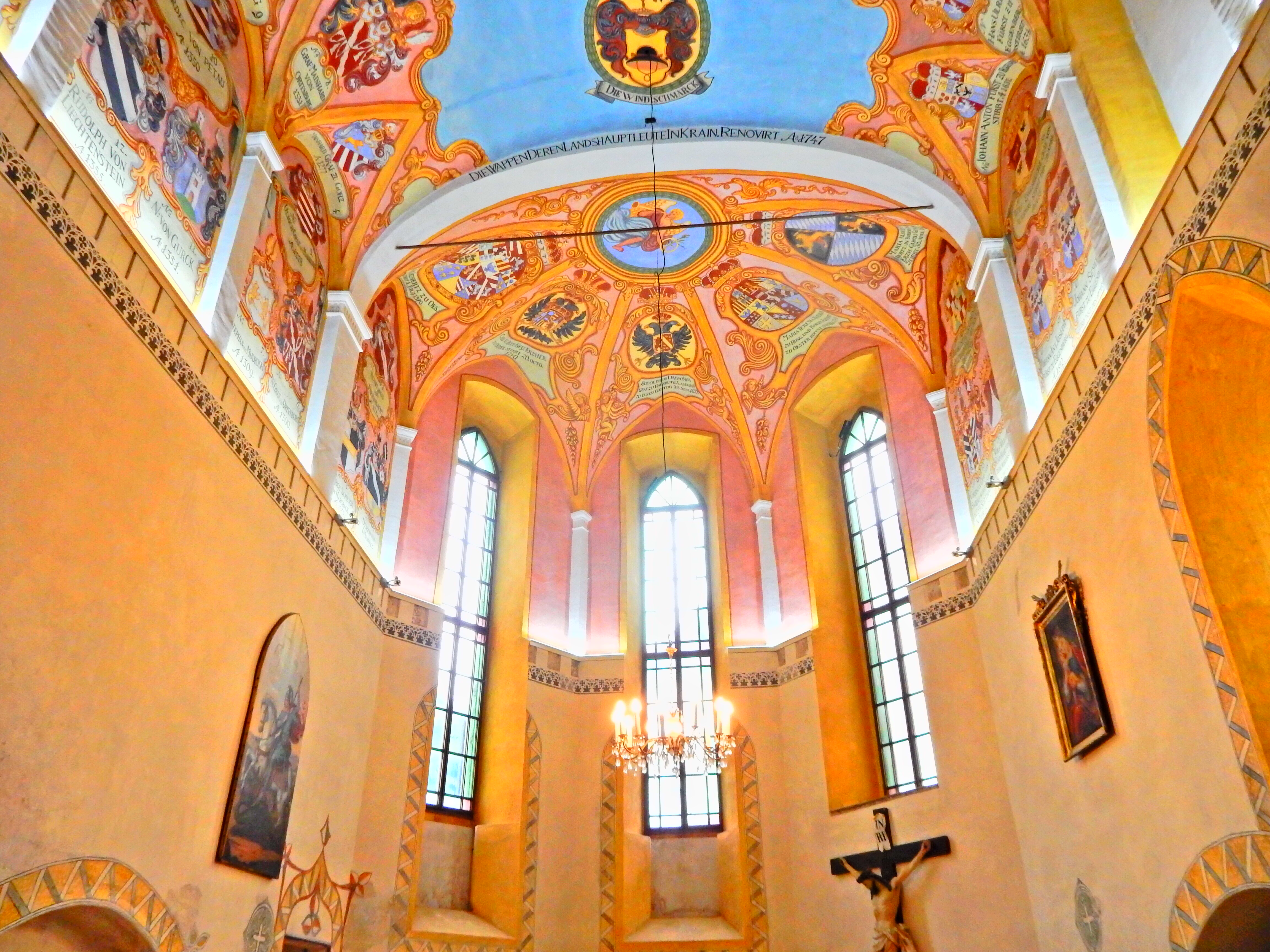
Interno della cappella di San Giorgio

Inizialmente il castello era probabilmente una fortificazione in legno e in pietra, costruita intorno all'XI secolo. La menzione più antica del castello è incisa su di un foglio di pergamena, Nomina defunctorum (nomi dei morti), conservato presso l'archivio del duomo di Udine e risalente al 1161. Il manoscritto cita il nobile Rodolfo di Tarcento, avvocato del patriarcato di Aquileia che aveva conferito al patriarcato un complesso abitativo formato da una canonica e da venti abitazioni nei pressi del castello. Secondo lo storico sloveno Peter Štih, questo avvenne tra il 1112 e il 1125.
Fino al 1144 il castello fu di proprietà del casato degli Sponheim. Nel 1256, il castello di Lubiana era considerato il più importante dei sovrani della Carniola. Alla fine del 1270 fu conquistato dal re Ottocaro II di Boemia, ma a seguito della sua sconfitta nel 1278 divenne proprietà di Rodolfo I d'Asburgo.
Nel XV secolo fu quasi del tutto demolito e ricostruito con un muro di recinzione e le torri poste all'ingresso. Vennero costruiti anche un ponte levatoio e la Cappella di San Giorgio. L'obiettivo principale del castello era difendere l'impero dall'invasione dell'Impero ottomano.

### Età Barocca

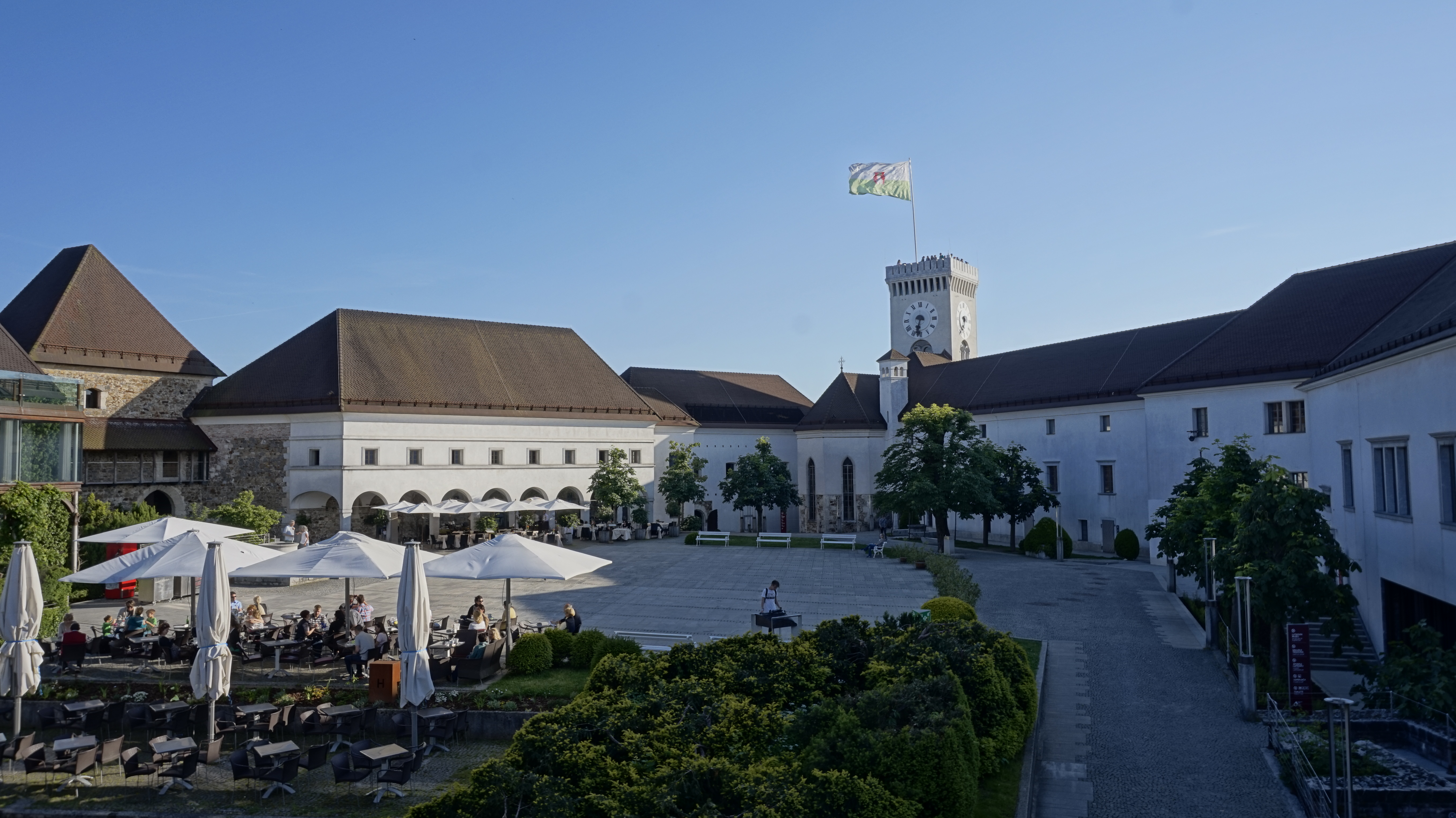
Il cortile del castello

Nel XVII e nel XVIII secolo il castello venne trasformato in un arsenale. Nel 1797 e nel 1809 la città di Lubiana e il castello furono occupati dall'esercito francese; con la nascita delle province illiriche fu utilizzato come caserma e ospedale da campo. Nel 1815, a seguito del Congresso di Vienna, l'edificio ritornò sotto l'impero austriaco, che lo trasformò in una prigione fino al 1895, come anche durante la seconda guerra mondiale. La torre di osservazione del castello risale al 1848: al suo interno viveva una guardia che aveva il compito di sparare diversi colpi di cannone in caso di pericolo della città o per annunciare importanti visitatori o eventi. Silvio Pellico, Lajos Batthyány e Ivan Cankar sono stati rinchiusi nelle prigioni del castello.
Nel 1905, venne acquistato per 60.200 corone dal comune di Lubiana, per volontà dell'allora sindaco Ivan Hribar che progettò la creazione di un museo cittadino, progetto che tuttavia non fu mai realizzato. Gli ultimi residenti del castello lo abbandonarono in occasione dei lavori di restauro che iniziarono nel 1963.
Negli anni 30 l'architetto Jože Plečnik realizzò una camminata chiamata Šance dai resti delle fortificazioni.

### Storia contemporanea
I lavori di ristrutturazione, iniziati alla fine degli anni 60, si sono protratti per circa 35 anni. A partire dagli anni 90, il castello iniziò a essere utilizzato come location per matrimoni ed eventi culturali. Attualmente è uno dei luoghi simbolo della città.
Nel 2006 è stata costruita una funicolare per raggiungere il castello in maniera più agevole.
Nel 2022 il castello ha ottenuto più di un milione di visitatori.

## Galleria d'immagini

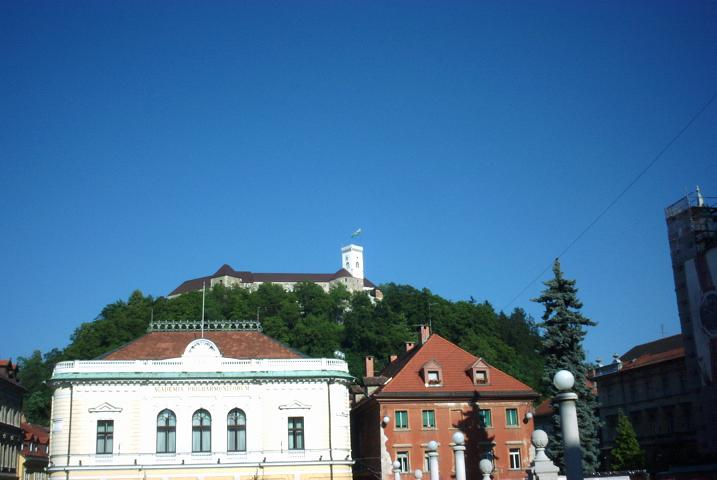
Il castello di Lubiana visto dalla città
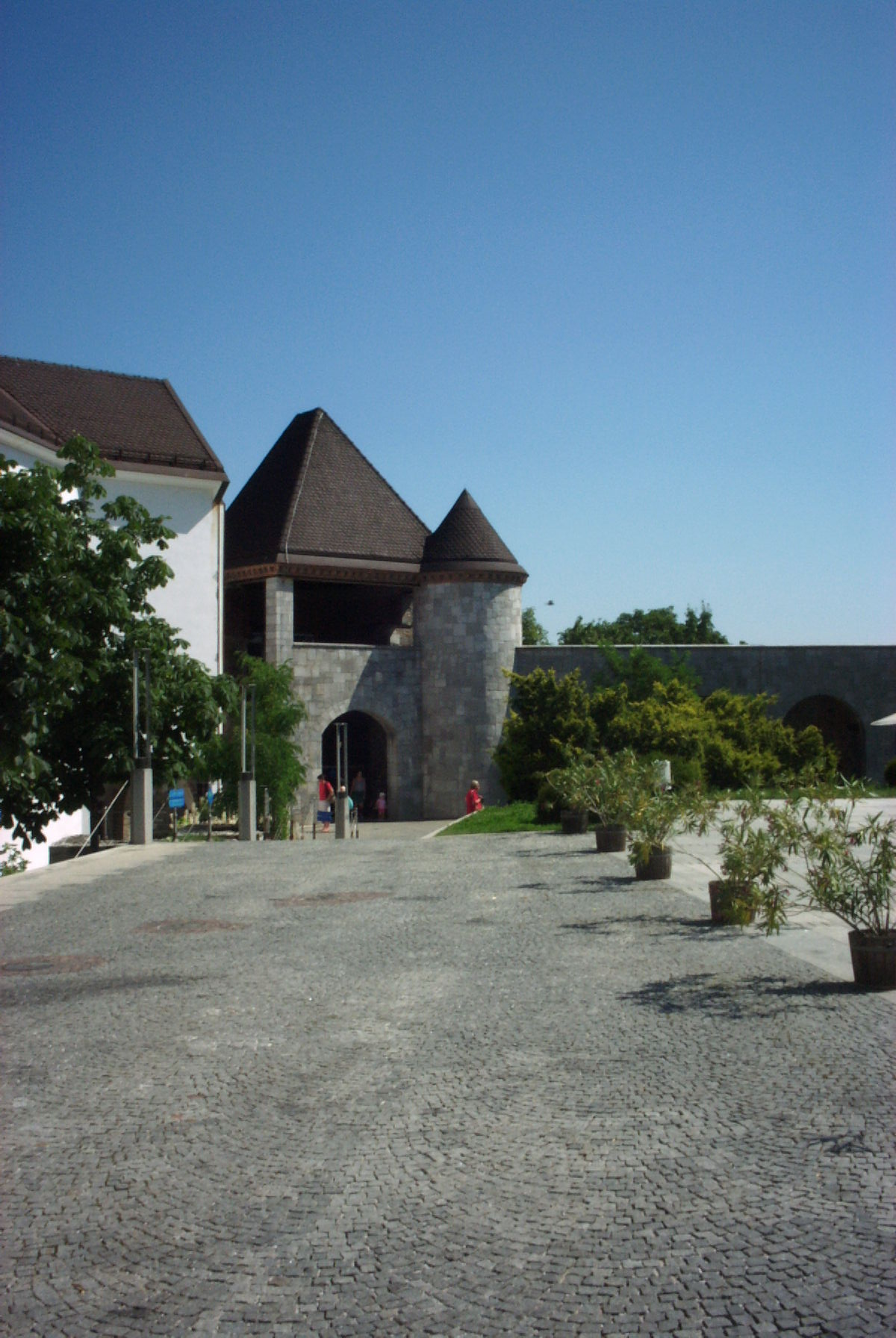
Ingresso del castello
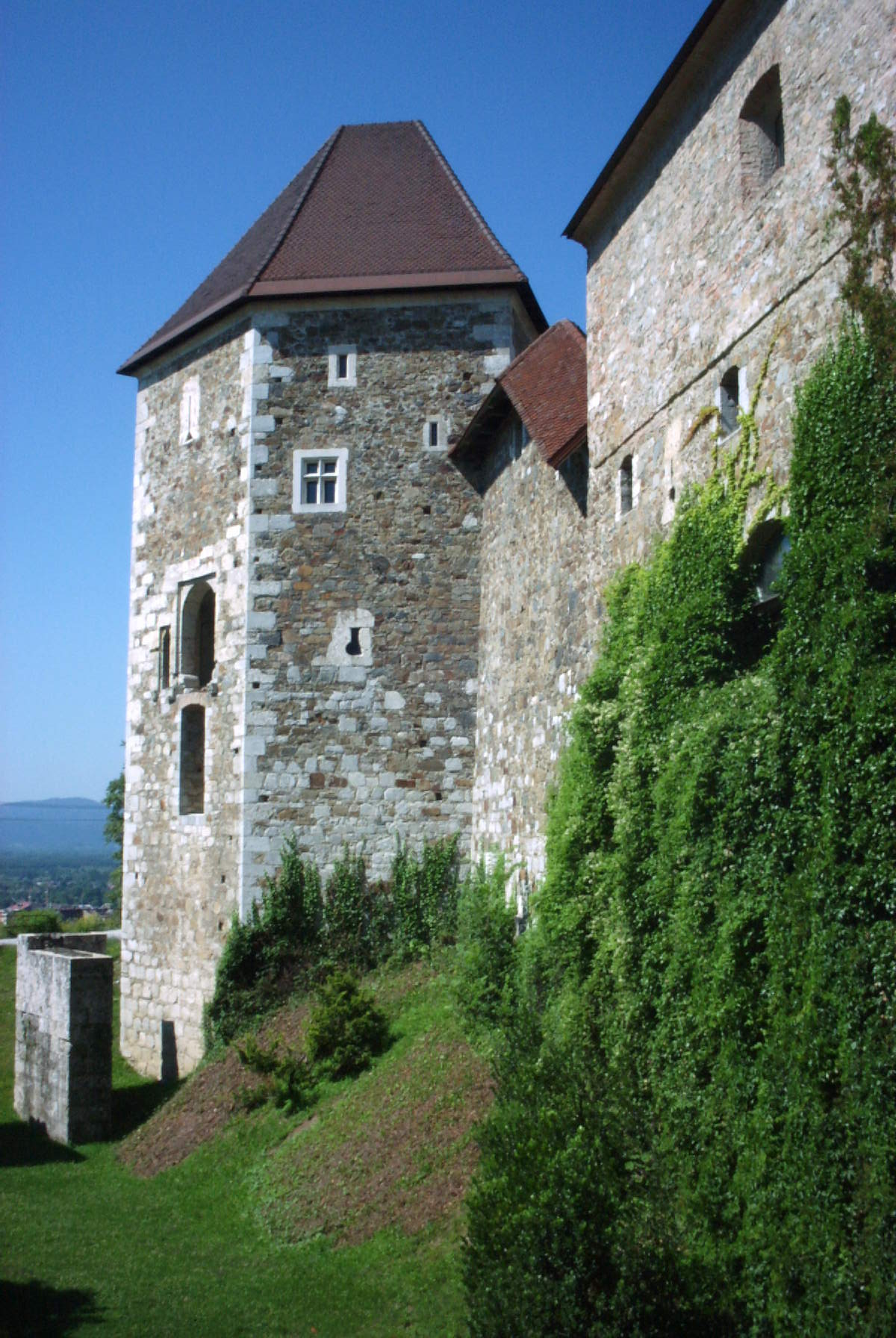
Torre del castello
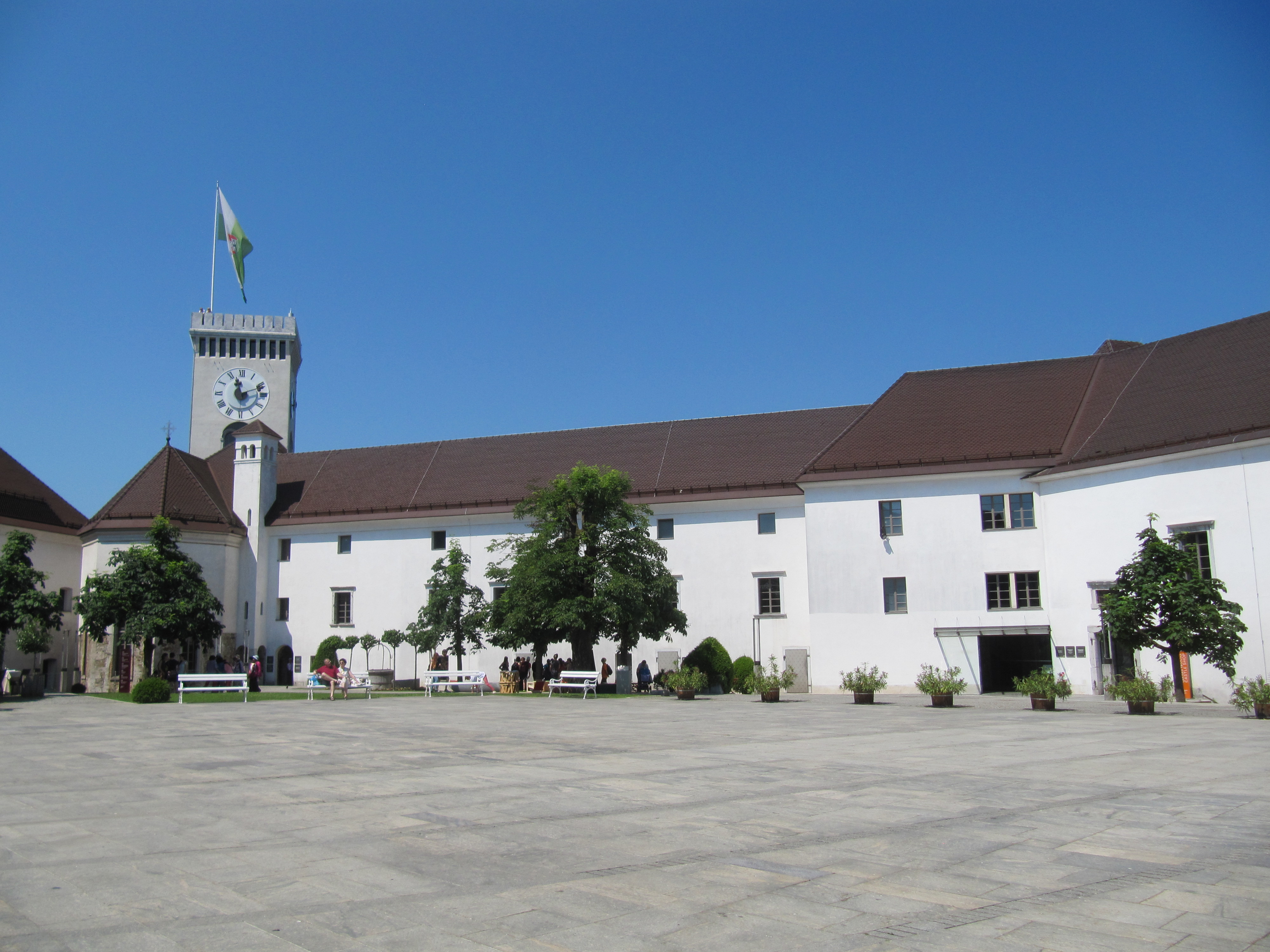
Panorama del giardino interno del castello
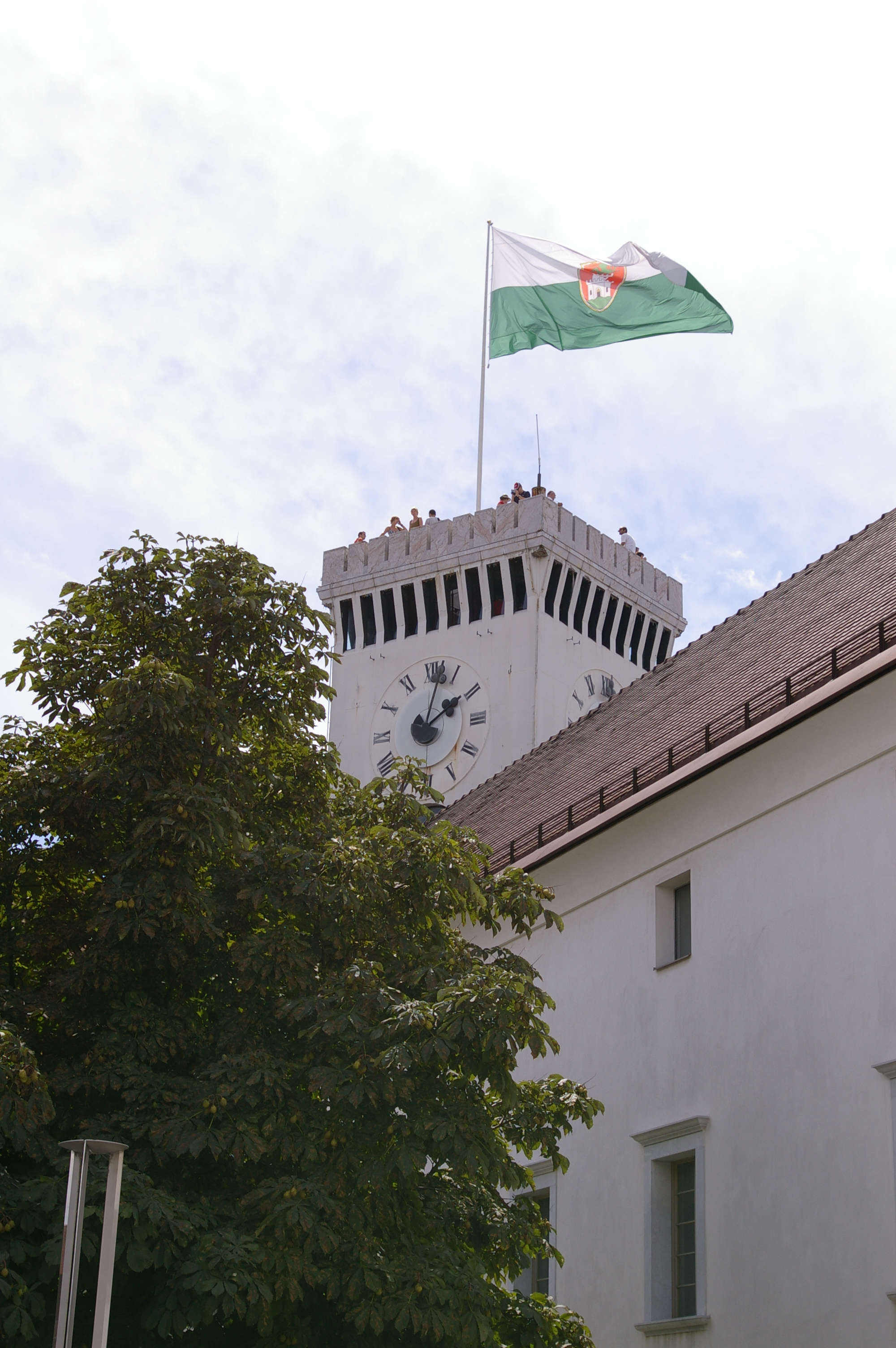
La torre dell'orologio, punto panoramico
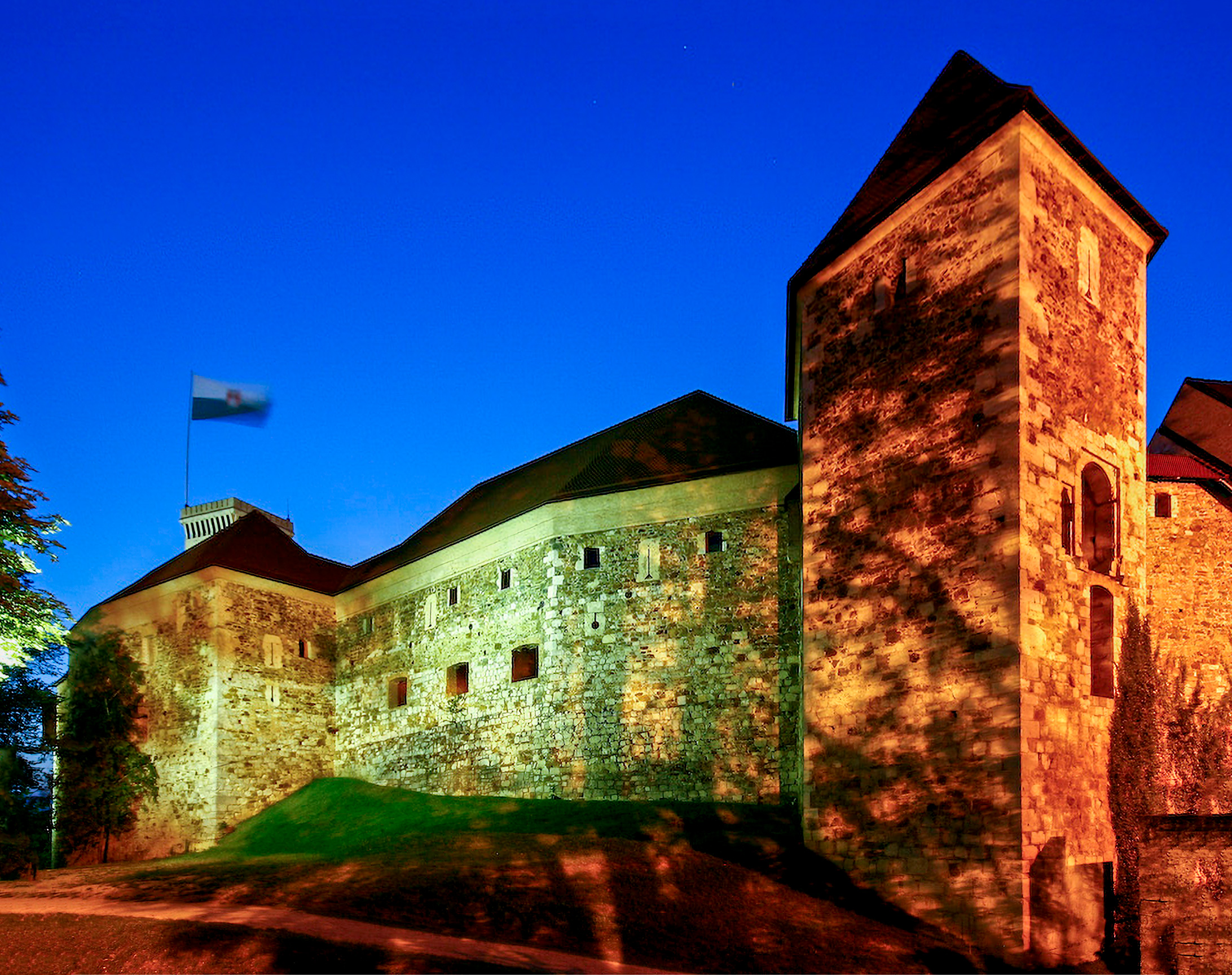
Il castello di notte
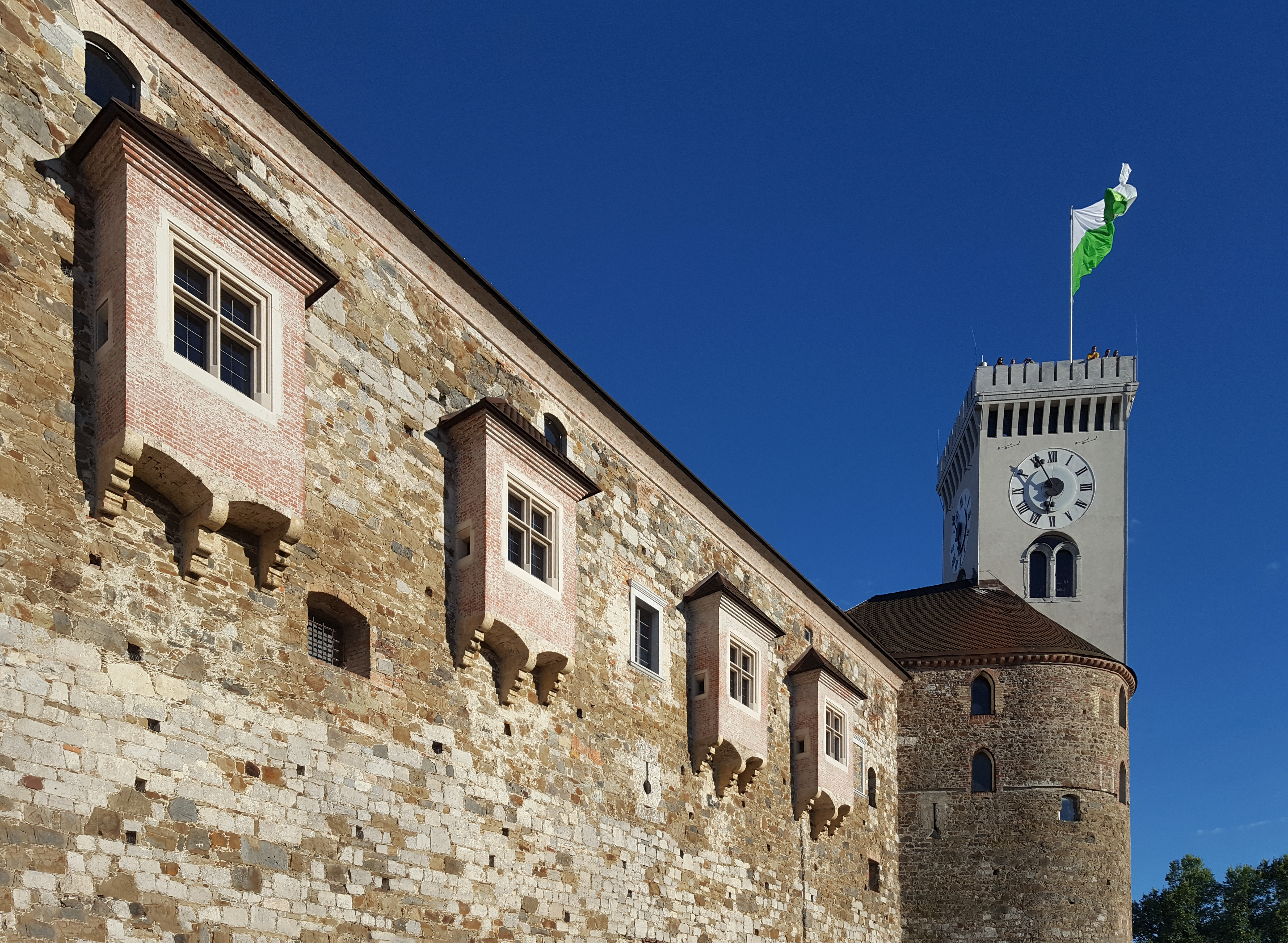
Le finestre di epoca medievale nel lato sud
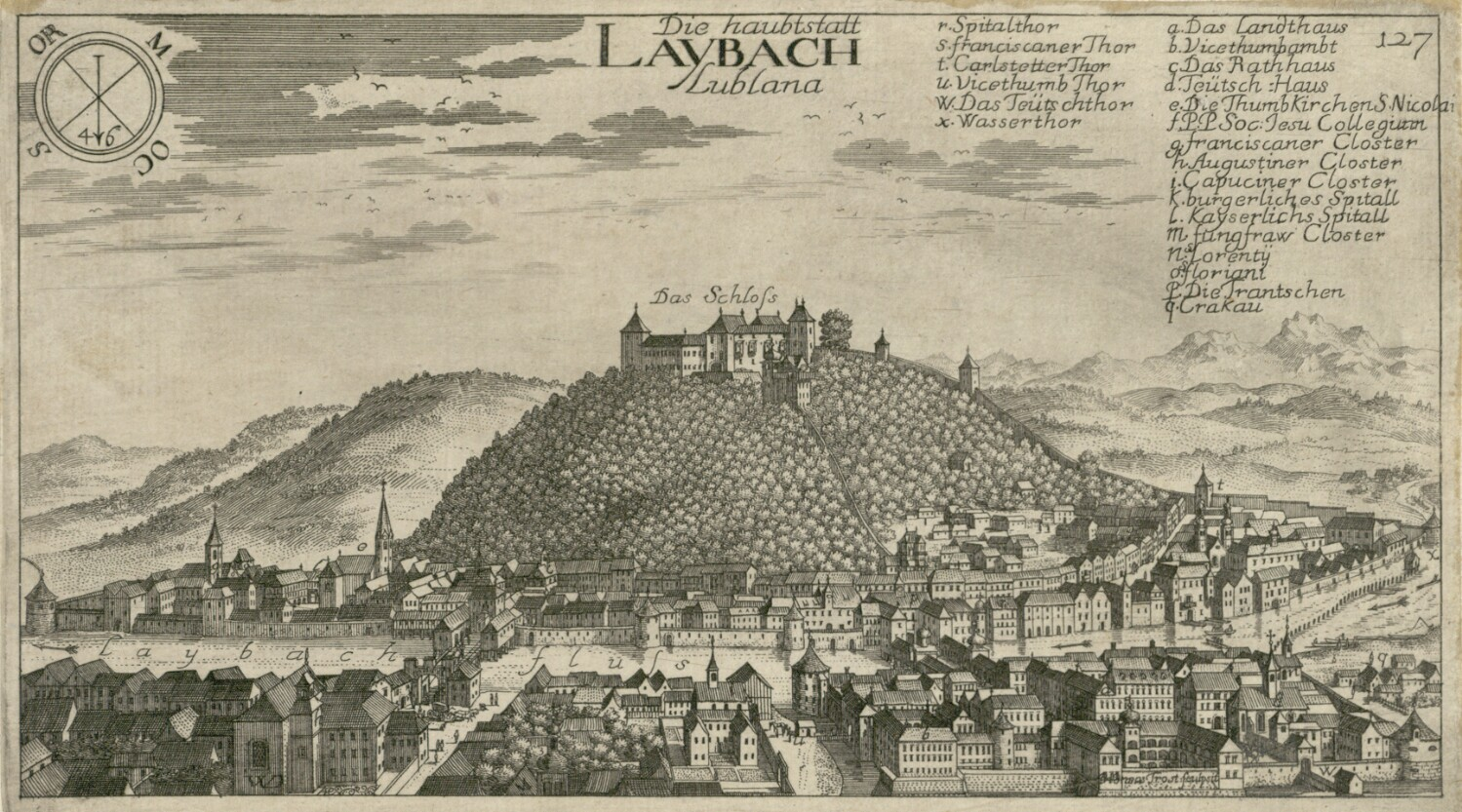
Veduta di Lubiana e del suo castello nel 1679, ad opera di Janez Vajkard Valvasor